# Masters At Work
Masters At Work é a dupla de produtores e remixers de House: Little Louie Vega e Kenny "Dope" Gonzales. Usam este nome, que foi dado por um amigo em comum: Todd Terry (que gravou diversas faixas usando este mesmo nome nos anos 80), desde 1990.
A dupla também produz música juntos com os nomes MAW, KenLou, Sole Fusion e Nuyorican Soul.
Seu trabalho como Nuyorican Soul traz uma variedade de estilos: música latina, disco, jazz, além da House. Músicos que já fizeram parte do projeto incluem Vincent Montana Jr., Roy Ayers, George Benson, Jocelyn Brown, Tito Puente, e membros da Salsoul Orchestra. O álbum auto-intitulado Nuyorican Soul de 1996 inclui faixas originais além de covers de artistas que estavam trabalhando com a dupla na época da produção do disco, como "Sweet Tears" (Roy Ayers) e "Runaway," originalmente canatada por Loleatta Holloway com a Salsoul Orchestra, aqui cantada por India e apresentando músicos da gravação original de 1977.
MAW são também muito solicitados como remixers, tendo produzido faixas para vários artistas, dentro e fora do mundo da dance music. Alguns dos artista cujas faixas foram remixadas pelos dois produtores incluem Madonna, Donna Summer, Jody Watley, Janet Jackson, Jamiroquai, Earth, Wind & Fire e Stephanie Mills.

## Discografia

### Álbuns
- 1993 The Album
- 1995 The Essential KenLou House Mixes
- 1996 Nuyorican Soul (como Nuyorican Soul)
- 1998 The Remixes (como Nuyorican Soul)
- 2000 The Tenth Anniversary Collection - Part I
- 2000 The Tenth Anniversary Collection - Part II
- 2001 Our Time is Coming

### Singles

#### Masters At Work
- 1991 "Blood Vibes/The Ha Dance"
- 1991 "Our Mute Horn" (com Ray Vega)
- 1992 "Gonna Get Back to You" (com Xaviera Gold)
- 1993 "Can't Stop the Rhythm" (com Jocelyn Brown)
- 1993 "Give it to Me" (com Screechie Dan)
- 1993 "Hardrive EP"
- 1993 "I Can't Get No Sleep" (com India)
- 1993 "When You Touch Me" (com India)
- 1995 "I Can't Get No Sleep '95" (com India)
- 1997 "La India Con La Voe" (com India e Albert Menendez)
- 1997 "MAW Sampler"
- 1997 "To Be In Love" (com India)
- 1998 "Odyssey/I'm Ready"
- 1998 "Pienso en Ti" (com Luis Salinas)
- 1999 "To Be in Love '99" (com India)
- 1999 "MAW Expensive" (como MAW presents a Tribute to Fela, com Ibi Wunmi)
- 2000 "Brazilian Beat" (com Lilian Chachian)
- 2000 "Ékabo"
- 2000 "MAW Unreleased Mixes"
- 2001 "Lean On Me" (com James Ingram)
- 2001 "Dubplate Special 1"
- 2001 "Like a Butterfly" (com Patti Austin)
- 2001 "Work" (com Puppah Nas-T e Denise Belfon)
- 2001 "Dubplate Special 2"
- 2002 "Backfired" (com India)
- 2003 "Dubplate Special 3"
- 2006 "Loud" (com Beto Cuevas)
- 2007 "Work 2007" (com Puppah Nas-T e Denise Belfon)

#### Nuyorican Soul
- 1993 "Nervous Track"
- 1996 "Mind Fluid"
- 1996 "Runaway" (com India)
- 1996 "You Can Do it" (com George Benson)
- 1997 "I Am the Black Gold of the Sun" (com Jocelyn Brown)
- 1997 "It's All Right, I Feel It" (com Jocelyn Brown)
- 1998 "I Love the Nightlife" (com India)

#### KenLou
- 1995 "KenLou 1"
- 1995 "KenLou 2"
- 1995 "KenLou 3"
- 1996 "KenLou 4"
- 1997 "KenLou 5"
- 1998 "KenLou 6"
- 2001 "Gone Three Times"

#### Produções para outros artistas
- 1993 Freedom Williams - "Voice Of Freedom"
- 1994 Barbara Tucker - "Beautiful People"
- 1994 Willie Ninja - "Hot"
- 1997 Byron Stingily - "Flying High"
- 1999 Will Smith - "La Fiesta" com Keith Pelzer e Jeff Townes
- 2001 Jody Watley - "I Love to Love"
- 2005 Anané feat. Mr. V - "Let Me Love You"
- 2005 Anané & Mr. V - "Move, Bounce, Shake"

### Compilações Mixadas
- 1995 Ministry of Sound Sessions 5
- 2001 West End Records: The 25th Anniversary Mastermix
- 2004 Soul Heaven Presents: Masters at Work in the House
- 2005 The Kings of House
- 2006 Soul Heaven Presents: Masters at Work
- 2007 Ministry of Sound Chillout Classics
- 2007 Strictly MAW

### Remixes Selecionados
- 1991 Michael Jackson - "Don't Stop Till You Get Enough"
- 1992 Michael Jackson - "Rock With You"
- 1992 Madonna - "Erotica"
- 1993 Soul II Soul - "Back To Life"
- 1993 Björk - "Violently Happy"
- 1993 Jamiroquai - "Emergency on Planet Earth"
- 1994 Secret Life - "Borrowed Time"
- 1994 Barbara Tucker - "Beautiful People"
- 1995 Donna Summer - "I Feel Love"
- 1998 Janet Jackson - "Go Deep"
- 1998 Melanie B Feat. Missy Elliott - "I Want You Back"
- 2000 The Beatles - "Get Back"
- 2000 Nina Simone - "See Line Woman"
- 2000 Spice Girls - "Holler"
- 2002 Aaliyah - "More Than a Woman"
- 2004 Stephanie Mills - "Free"